# Бурак, Юлия Васильевна
Юлия Васильевна Бурак (1921, теперь Львовская область — ?) — советский государственный деятель, новатор производства, регулировщица радиоаппаратуры, старший мастер отдела технического контроля Львовского производственного объединения «Электрон» Львовской области. Герой Социалистического Труда (26.04.1971). Депутат Верховного Совета УССР 4-5-го созывов.

## Биография
Родилась в семье железнодорожника. В 1937 году закончила два курса Львовской торговой школы.
Трудовую деятельность начала в 1937 году на Львовской частной фабрике «Контакт». С 1939 года работала секретарем дирекции завода, а затем техником-регулировщиком Львовского завода «Контакт».
После завершения Великой Отечественной войны продолжила работу на заводе «Контакт». С 1950 года работала старшим контрольным мастером отдела технического контроля цеха сборки электросчетчиков, а после реорганизации завода «Контакт» в Львовский телевизорный завод в 1957 году — старшим контрольным мастером отдела технического контроля и регулировщицей радиоаппаратуры. Выполняла производственную норму на 150—180 %.
С 1970 года — регулровщица радиоаппаратуры, старший мастер отдела технического контроля Львовского производственного объединения «Электрон» Львовской области.
Выбиралась членом Украинского республиканского совета профсоюзов, членом Комитета советских женщин, депутатом Львовского городского совета депутатов трудящихся.
С 1976 года — на пенсии в городе Львове. Возглавляла женский совет Львовского производственного объединения «Электрон».

## Награды
- Герой Социалистического Труда (26.04.1971)
- два ордена Ленина (7.03.1960, 26.04.1971)
- медали